# アッサイェの戦い
アッサイェの戦い（アッサイェのたたかい、英語：Battle of Assaye）は、1803年9月23日にインドのアッサイェにおいて、シンディア家およびボーンスレー家の連合軍とイギリス東インド会社との間で行われた、第二次マラーター戦争の戦いの一つ。同戦争における最大の激戦でもある。アーサイーの戦いとも表記される。

## 戦闘
1803年9月11日、シンディア家はイギリス側の司令官ジェラルド・レイクの軍にデリーの戦いで敗れ、デリーを奪われて多くの犠牲者を出した。
そのため、シンディア家は兵士をヨーロッパ式の歩兵と大砲を増やし、ボーンスレー家と共同戦線を張ることに決め、これ以降行動を共にすることとなった。
すでに、8月8日にイギリス側の司令官アーサー・ウェルズリーは13500の兵をもって、シンディア家のデカンにおける拠点アフマドナガルを攻撃し、12日に占領した（アフマドナガル包囲戦）。その後、彼はニザーム藩王国の都市アウランガーバードへと入った。
シンディア家とボーンスレー家の連合軍はアッサイェに陣を張ってそこで宿泊していたが、21日から22日にかけてその近辺では、イギリス側との小競り合いが起こっていた。
そして、23日にシンディア家とボーンスレー家の連合軍はイギリス軍とアッサイェで交戦状態に入り、全面衝突となった。マラーター側連合軍は5万兵と100基の大砲を持っており、対するイギリス軍は2歩兵連隊と1騎兵連隊の計7000人、大砲は20基しかなく圧倒的に不利な情勢であった。
アーサー・ウェルズリーはこれだけ兵力差がある大軍を相手にするには、敵軍の側面をつくしかないと考えてクリシュナ川渡河を敢行した。この作戦は見事成功し、正面からのイギリス軍の歩兵の突撃も相まって、マラーター軍は大混乱に陥った。
翌24日までに、大勢の犠牲者を出したマラーター軍はアッサイエから撤退し、この戦いはイギリス側の勝利に終わった。